# Aurora, Colorado
Aurora là một thành phố tự trị trải dài qua các quận Arapahoe, Adams, và Douglas của tiểu bang Hoa Kỳ Colorado. Đây là thành phố lớn thứ ba ở tiểu bang Corolado và là thành phố lớn thứ 59 của Mỹ. Thành phố có dân số 324.655 theo ước tính năm 2009.

## Liên kết
- City of Aurora website
- CDOT map of the City of Aurora Lưu trữ ngày 10 tháng 4 năm 2008 tại Wayback Machine